# Обобщённое сингулярное разложение
В линейной алгебре обобщенное сингулярное разложение (ОСР) или обобщенное разложение по сингулярным значениям (GSVD - generalized singular value decomposition) — это разбиение прямоугольной матрицы с учетом ограничений, накладываемых на строки и столбцы матрицы. ОСР дает взвешенную обобщенную оценку наименьших квадратов данной матрицы с помощью матрицы более низкого ранга и, следовательно, при адекватном выборе ограничений ОСР реализует все линейные многомерные методы (например, каноническую корреляцию, линейный дискриминантный анализ, анализ соответствия, частичную регрессию наименьших квадратов (PLS-regression)).
Определение
Для данной матрицы M размером m×n, обобщающей разложение по сингулярным числам, подразумевается использование двух положительно определенных квадратных матриц U и V с размерами i×i и j×j соответственно. Эти две матрицы выражают ограничения (Wu и Wv), накладываемые соответственно на строки и столбцы матрицы M. Кроме того,  Wu и Wv являются положительно определенными матрицами (часто, диагональными весовыми матрицами). Формально, если U – это матрица размером  i×i, выражающая ограничения для строк M, то V – это матрица размером j×j, выражающая ограничения для столбцов M. Матрица M теперь разлагается на:
M = UΣV*,
где U*WuU = V*WvV = I,
где I – единичная матрица.
Другими словами, обобщенные сингулярные векторы ортогональны при ограничениях, наложенных U и V. Это разложение получается в результате стандартного СР.
Эта форма ОСР является основой определенных методов, таких как обобщенный МГК и анализ соответствий.
Взвешенный метод ОСР так называется, потому адекватный выбор матриц U и V делает ОСР очень универсальным инструментом, который может реализовать множество методов линейного многомерного анализа. Например, анализ соответствия может быть реализован с использованием матрицы вероятностей (т. е. состоящей из положительных и нулевых чисел, сумма которых равна 1) вместе с двумя диагональными матрицами Wu и Wv, представляющими соответственно относительные частоты из строк и столбцов матрицы данных. Другие многовариантные методы (например, дискриминантный анализ, канонический корреляционный анализ) могут быть реализованы с правильным выбором матриц Wu и Wv.
Приложения
ОСР успешно применяется для обработки сигналов и больших объемов данных, например, для обработки геномных сигналов.